# Florian-Geyer-Straße (Weimar)
Die Weimarer Florian-Geyer-Straße ist ein Straßenzug in der Nordvorstadt. Er ist die westliche Grenze des Asbach-Grünzuges. Sie ist Anliegerstraße, verkehrsberuhigter Bereich (Spielstraße) und Zufahrtsweg.
Benannt wurde sie nach dem fränkischen Reichsritter Florian Geyer (auch: Florian Geier von Giebelstadt; * um 1490 in Giebelstadt; † 10. Juni 1525 im Gramschatzer Wald bei Würzburg), Truppenführer im Dienst des Markgrafen Albrecht von Brandenburg-Ansbach und Diplomat. Er übernahm im Bauernkrieg 1525 die Führung des Schwarzen Haufens.
Zwischen Moskauer Straße und Florian-Geyer-Straße verläuft die Eisenbahn in Richtung Berkaer Bahnhof. An ihr endet die Röhrstraße im Bereich des Bahnhofes Weimar-West. Sie selbst hat einen langen bogenförmigen Verlauf, bedingt durch die Eisenbahn und endet im Norden an der Fuldaer Straße.
Im Bereich der Mündung die Sporthalle Tonne, kurz bevor die Florian-Geyer-Straße an der Moskauer Straße beginnt, befindet sich auch das Vimaria-Stadion des SSV Vimaria Weimar ’91 und die Asbach-Sporthalle, für deren Verwaltung die Stadtwirtschaft Weimar zuständig ist. Unter der Florian-Geyer-Straße sind sonst keine denkmalgeschützten Einzelobjekte verzeichnet. Hinter der Florian-Geyer-Straße 9–21 liegt der Geyerhof. Die Gebäude sind aus den 1930er Jahren des 20. Jahrhunderts.
Die Florian-Geyer-Straße steht auf der Liste der Kulturdenkmale in Weimar (Sachgesamtheiten und Ensembles) u. a. wegen seiner Eigenschaft der westlichen Begrenzung des Asbach-Grünzuges.